# Resclosa del Molí d'Obiols
La resclosa del Molí d'Obiols o la canalització antiga del molí d'Obiols és una resclosa que hi ha al riu Llobregat, a prop de la colònia industrial de la Plana i de Sant Vicenç d'Obiols. Es creu que fou construïda entre els segles x i xi, ja que el molí ja surt esmentat en un document de l'any 1125.
La resclosa del molí d'Obiols és una obra civil que en l'actualitat no té ús i és de titularitat pública que està inventariat com a patrimoni material amb el número d'inventari de la generalitat 2953 l'any 1990. La seva fitxa de patrimoni al mapa de patrimoni cultural de la Diputació de Barcelona té el número 08011/82. És patrimoni protegit com consta al POUM d'Avià i al DOGC del 12/07/2011.

## Situació
La resclosa del molí d'Obiols està situada al marge del riu Llobregat, a l'alçada de la colònia industrial de la Plana.

## Descripció
En l'actualitat, de la resclosa en queden només 93 forats excavats a la roca viva. La resclosa medieval de fusta servia per a emmagatzemar aigua per a un molí fariner que ja surt esmentat l'any 1125. Aquests orificis són circulars i estan dispersos a ambdues ribes del riu Llobregat. Segons el mapa de patrimoni cultural de la Diputació de Barcelona al marge dret del riu Llobregat hi ha 93 forats circulars paral·lels al curs del riu en 40 metres. Al centre hi ha un doble rengle de clots que podria ser degut a una reparació. Els forats, que estan separats per 15 cm, tenen 14 cm de diàmetre i una profunditat de 15 cm. A dins de la zona que estava tancada pel dic de fusta hi ha una canalització excavada a la roca que té 40 cm d'amplada i 50 cm de profunditat que fa ziga-zagues. Una mica més al sud hi ha altres forats excavats a la roca grans que no s'han pogut relacionar amb cap construcció concreta.

## Història
Es creu que el molí d'Obiols es va construir entre finals del Segle X i inicis del Segle XI.
El molí d'Obiols és citat per primera vegada en un document de l'any 1125. En aquest, un llevador de comptes del monestir de Sant Llorenç prop Bagà escriu: De Ipso moli de Algiol gtlls. III (els amos del molí d'Obiols havien de pagar a l'abadia un cens anual de 3 gallines). Tot i que aquest document no demostra que el molí existís abans d'aquesta data, així com tampoc se sap exactament la situació del molí ni si aquest canal era per a un molí. El que sí que es creu és que amb aquest canal d'aigua es podia desviar un cabal considerable que fins podria moure una roda vertical.
El 1758, al capbreu del monestir de Santa Maria de Ripoll, el molí d'Obiols és mencionat com a propietat de Joan Minovas, pagès d'Olvan, pertanyent a la parròquia de Sant Vicenç d'Obiols. Es creu que aquest molí fos realmet el molí de Minoves que està situat més amunt del pont d'Oroniu, a Cal Rosal, que era propietat dels Minoves d'Olvan. Una altra hipòtesi és que els Minoves tinguessin primer el molí d'Obiols i que el traslladessin durant el segle xviii al lloc de l'actual molí de Minoves.